# シャベルノーズギターフィッシュ

準絶滅危惧種

シャベルノーズギターフィッシュ（Rhinobatos productus）は、主にアメリカに生息するサカタザメの一種である。

## 解説
オスは90～100cm、メスは99cm前後。カリフォルニア湾に主に生息。スナガニ、ムール貝などのさまざまな二枚貝、無脊椎動物の死骸など食べる。
少し薄くて黒く大きい斑点がちらほらついている。

## 人との関わり
アメリカではシャークステーキとも呼ばれ、成熟した個体の胴、尾などの肉を販売、カリフォルニア州サンタバーバラでフィッシュアンドチップスとして販売されている。
日本では八景島シーパラダイスなどで飼育されている。

## ギャラリー

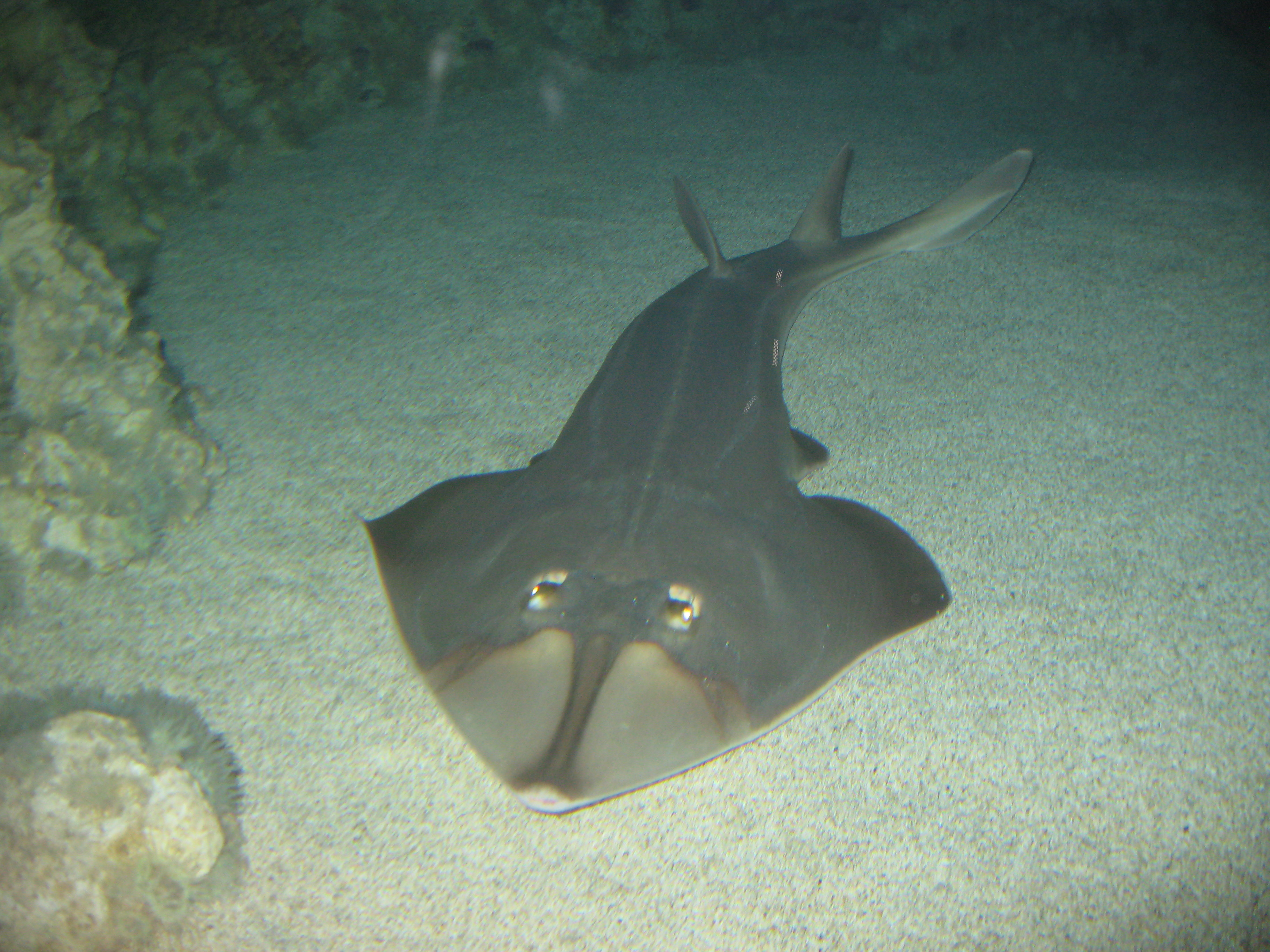
Shovelnose guitarfish

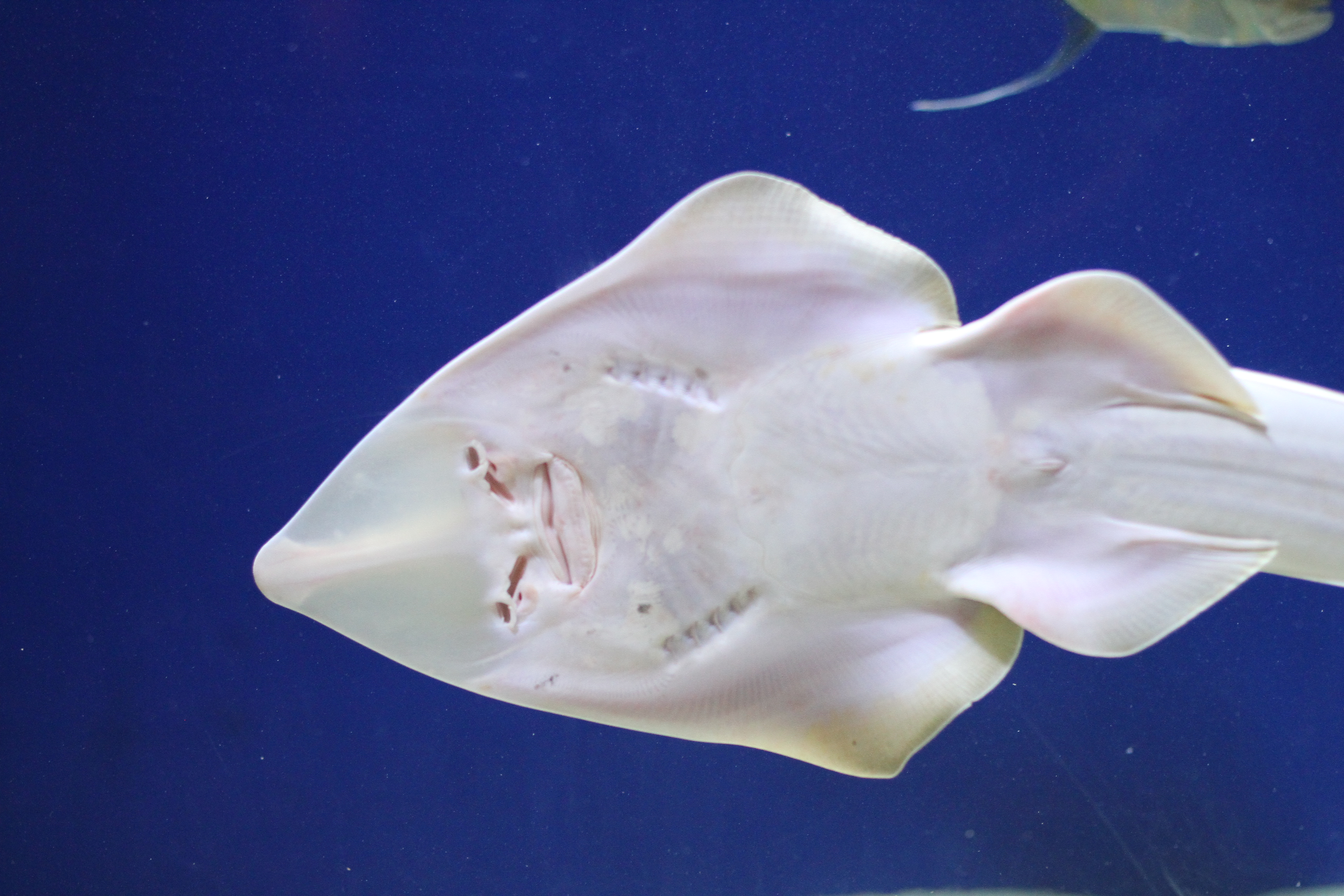
シャベルノーズギターフィッシュの裏側